# 奇形精子症
奇形精子症（Teratospermia, Teratozoospermia）とは、男性の生殖能力に影響を及ぼす異常な形態の精子の存在を特徴とする疾患である。形態が正常な精子の割合が4%未満であると奇形精子症と判定される。

精子の異常形態の例

## 形態
正常な形態の精子と比べて、
1. 先体が小さなもの
2. 頭部が過小なもの
3. 頭部が巨大なもの
4. 双頭のもの
5. 双体（尾部）のもの
6. 中片部が極太いもの
7. 尾部の捩れたもの
8. 頭部の核が小さいもの
9. その他頭部の形態が異常なもの（円形頭部精子（英語版）など）

などがある。

## 原因
奇形精子症の原因はほとんどの場合不明であるが、ホジキン病、セリアック病、クローン病などが原因となっている場合もある。 生活習慣（喫煙、毒物曝露など）も形態不良の原因となる。また精索静脈瘤も、しばしば正常形態精子の減少を伴う。

## 症状と治療
異常な形態の精子により、正常精子の子宮頸管の通過や卵子表面への付着が妨げられ、受胎可能性に悪影響が及び、妊娠の成立が困難な場合がある。
奇形精子症の検査では、精子を採取して染色し、顕微鏡で分析して異常を検出する。
抗エストロゲン薬が奇形精子症の治療に有効である可能性が示されている。
奇形精子症による不妊治療では、精子を卵子に直接注入する顕微授精（ICSI）が採用される。卵子が一旦受精すると、異常形態精子は胚盤胞の形成・発育に影響を与えないと思われる。重度の奇形精子症であっても、顕微鏡検査によって正常な形態を有する少数の精子細胞を検出・選別でき、成功裏に受精させることができる。